# Claudia Paganini

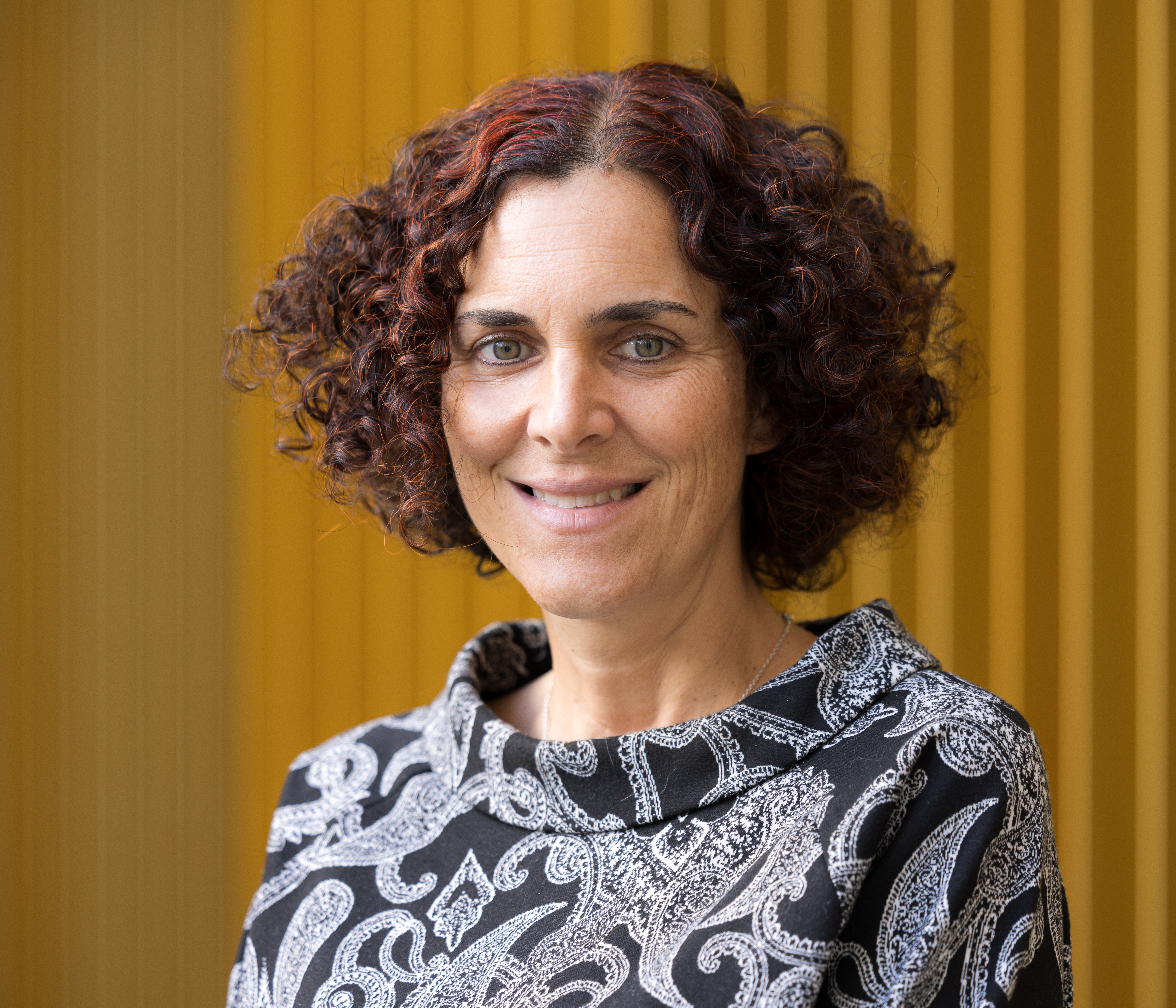
Claudia Paganini (2024)

Claudia Paganini, geborene Mathis, (* 7. Jänner 1978 in Innsbruck) ist eine österreichische Philosophin, Theologin und Kommunalpolitikerin. Nach Ende ihrer Vertretungsprofessur für Medienethik an der Hochschule für Philosophie München lehrt sie als Privatdozentin an der Universität Innsbruck.

## Leben
Nach dem Besuch des Gymnasiums in Innsbruck studierte Claudia Paganini in Wien und an der Universität Innsbruck Theologie und Philosophie. 2001 beendete sie ihr Theologiestudium mit einer Arbeit über die Figur des Leviathan im Buch Hiob. Ein Jahr später erlangte sie ihren zweiten Magistergrad in Philosophie an der Theologischen Fakultät mit einer Arbeit über die philosophischen Grundlagen der Menschenrechte.
Sie war Vorsitzende der Fachschaft und Mitarbeiterin der Zeitschrift Baustelle Theologie der theologischen Fakultät. Mit einer kulturphilosophischen Arbeit über das Scheitern im Werk von Dürrenmatt erlangte sie 2005 den Doktortitel sub auspiciis Praesidentis rei publicae.
Verheiratet ist sie mit Simone Paganini, Professor für Biblische Theologie an der RWTH Aachen, mit dem sie gemeinsam mehrere Sachbücher schrieb. Das Paar hat drei Kinder, 2003 wurde die erste Tochter, 2005 der Sohn und 2007 die zweite Tochter geboren.
Claudia Paganini ist Gemeinderätin der Grünen in der Tiroler Gemeinde Natters und war dort im Jahr 2021 auch Bürgermeisterkandidatin für die Grünen. Sie initiierte den ab April 2023 via OpenPetition verbreiteten offenen Brief Aus der Mitte der Gesellschaft, in dem die Unterschreibenden „die Politik, die Medien und letztlich jede und jeden“ dazu aufriefen, sich mit den Beweggründen der Letzten Generation auseinanderzusetzen.
Außerdem betreibt sie die Plattform Handeln statt Kriminalisieren, auf der sich Wissenschaftlerinnen und Wissenschaftler unterschiedlicher Disziplinen gegen die Kriminalisierung der Klimaaktivisten und für effektive politische Maßnahmen zur Bekämpfung der Klimakrise aussprechen.

## Wissenschaftliche Karriere

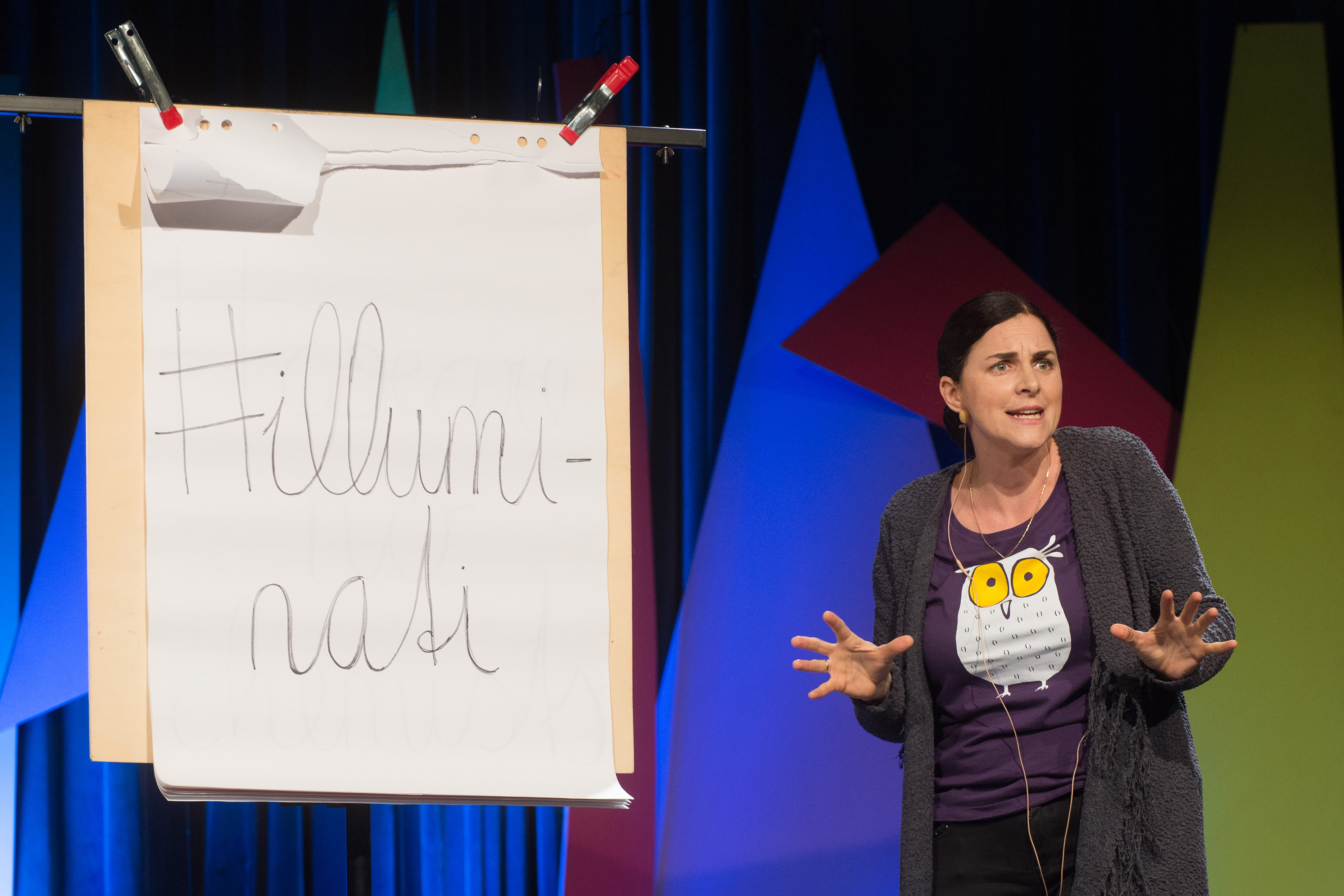
Science Slam Innsbruck 2018

Seit September 2010 war Paganini Assistentin am Institut für christliche Philosophie der Innsbrucker Universität. Seit 2013 war sie Gastdozentin unter anderem an den Universitäten von Mailand, Athen, Zagreb, Limerick, Brixen. 2018 habilitierte sie sich im Fach Philosophie an der Hochschule für Philosophie München mit dem Entwurf einer rekonstruktiven Medienethik. Die Habilitation wurde mit dem Pater-Johannes-Schasching-SJ-Preis ausgezeichnet.
2019 wurde sie in Österreich mit dem mit 7.000 Euro dotierten Ars Docendi-Staatspreis für exzellente Lehre im Bereich forschungsbezogener bzw. kunstgeleiteter Lehre ausgezeichnet. Im Semester 2019/2020 vertrat sie eine Philosophieprofessur an der Theologischen Fakultät der Universität Erfurt. 2021 übernahm sie eine Vertretungsprofessur für Medienethik an der Hochschule für Philosophie München. Nach deren Auslaufen lehrt sie als Privatdozentin am Institut für Christliche Philosophie der Universität Innsbruck.

## Publikationen

### Romane
- Wie ich aufgestanden bin. Berenkamp-Verlag, Hall 2001.
- Panopticon. Berenkamp-Verlag, Innsbruck 2003. ISBN 978-3-85093-177-9
- Wagnis. Berenkamp-Verlag, Innsbruck 2007. ISBN 978-3-85093-220-2
- Priester und Könige. Books on Demand, Norderstedt 2022. ISBN 978-3-7562-2229-2

### Lyrik
- schwarzer schnee. leviathan-Verlag, Innsbruck 2002.

### Sachbücher
- Dem Himmel nah … Von Gipfelkreuzen und Gipfelsprüchen. Berenkamp-Verlag, Innsbruck 2002. (2. Auflage 2006) ISBN 978-3-85093-149-6
- Froh gelebt und leicht gestorben. Marterlsprüche und Grabinschriften aus den Alpen. Berenkamp-Verlag, Innsbruck 2003. ISBN 978-3-85093-154-0
- Das Scheitern im Werk von Friedrich Dürrenmatt. Verlag Dr. Kovač, Berlin 2004. ISBN 978-3-8300-1698-4.
- mit Simone Paganini: Teufelsbund und Hexentanz. Hexenwahn und Hexenjagd in Österreich. Hexenprozesse in Nord-, Ost- und Südtirol. Berenkamp, Innsbruck 2006, ISBN 978-3-85093-121-2.
- mit Simone Paganini: Am Anfang erschuf Gott Eva. Die unbekannten Seiten des Alten Testaments. Ueberreuter, Wien 2007, ISBN 978-3-8000-7172-2.
- Da tat er einen Stolperer und fiel herab vom Olperer. Berenkamp-Verlag, Innsbruck 2007, ISBN 978-3-85093-222-6.
- mit Simone Paganini: Und Gott lachte. Skurriles und Heiteres aus 2000 Jahren Kirchengeschichte. Ueberreuter, Wien 2008, ISBN 978-3-8000-7171-5.
- Geschichte trifft Zukunft. Tirol im Gedenkjahr 2009. Herausgegeben vom Land Tirol. Tyrolia Verlag, Innsbruck 2010. (mit Richard Schober) ISBN 978-3-7022-3069-2.
- mit Simone Paganini: Wo Himmel und Erde einander berühren. Themen- und Besinnungswege in Tirol. Berenkamp, Hall in Tirol/Wien 2010, ISBN 978-3-85093-244-8.
- mit Simone Paganini: Qumran. Zwischen Verschwörung und Archäologie. Verlags-Anstalt Tyrolia, Innsbruck 2010, ISBN 978-3-8367-0722-0.
- mit Simone Paganini: Was glaubten die Menschen zur Zeit Jesu? Eine Einführung in das Alte Testament. Verlags-Anstalt Tyrolia, Innsbruck 2012, ISBN 978-3-8367-0808-1.
- mit Simone Paganini: Von wegen Heilige Nacht! Der große Faktencheck zur Weihnachtsgeschichte. Mit Illustrationen von Esther Lanfermann. Gütersloher Verlagshaus, Gütersloh 2020, ISBN 978-3-579-02397-7.
  - italienische Übersetzung: Altro che notte santa! Il Natale tra storia e leggenda. Edizioni Messaggero, Padova 2021, ISBN 978-88-250-5135-3.
- mit Simone Paganini: Im Namen des Vaters, des Sohnes und der Macht. Star Wars und die Bibel. Herder, Freiburg/Basel/Wien 2022, ISBN 978-3-451-39201-6.
- italienische Übersetzung: Nel nome del padre, de figlio e della forza. Star Wars e la bibbia. Ancora, Mailand 2023, ISBN 978-88-514-2662-0.
- mit Simone Paganini: Die Biester der Bibel. Warum es in der Heiligen Schrift keine Katzen, aber eine Killer-Kuh gibt. Gütersloher Verlagshaus, Gütersloh 2022, ISBN 978-3-579-07464-1.
- mit Simone Paganini: Auferstanden, oder? Der große Faktencheck zur Ostergeschichte. Gütersloher Verlagshaus, Gütersloh 2023, ISBN 978-3-579-06230-3.
- mit Simone Paganini: Der unbekannte Messias. Die Ecken und Kanten des Jesus von Nazareth. Gütersloher Verlagshaus, Gütersloh 2024, ISBN 978-3-579-06238-9.

### Sammelwerke
- Tage kommen. Die Zukunft der Theologie. Studia-Verlag, Innsbruck 2000.
- Von Scheinwelten und Strebewerken. Studia-Verlag, Innsbruck 2001.
- Führe mein Volk heraus. FS Fischer. Peter Lang Verlag, Frankfurt 2004.